# Gerhard Wuthe
Gerhard Wuthe (* 19. Oktober 1927 in Berlin; † 14. November 2010 in Unna-Massen) war ein deutscher Politologe.

## Leben
Nach dem Studium (1951–1955) an der Deutschen Hochschule für Politik mit Abschluss als Diplom-Politologe war er von 1955 bis 1956 wissenschaftlicher Assistent an der DGB-Bundesschule in Springe. Nach der Promotion 1959 zum Dr. phil. war er von 1959 bis 1963 Dozent und Studienleiter Heimvolkshochschule der Friedrich-Ebert-Stiftung Bergneustadt. Von 1963 bis 1968 arbeitete er als Wissenschaftlicher Assistent für die SPD-Fraktion im Landtag Nordrhein-Westfalens. Von 1968 bis 1970 war er außerordentlicher Professor, von 1970 bis 1980 Professor für Politikwissenschaft an der PH Dortmund. Ab 1980 war er Professor an der Universität Dortmund. 1993 erfolgte die Emeritierung.

## Schriften (Auswahl)
- Gewerkschaften und politische Bildung. Hannover 1962, OCLC 493140458.
- Harmonie und Konflikt. Zur Struktur und Funktion sozialer Leitbilder. Saarbrücken 1972, OCLC 74061224.
- Die Lehre von den politischen Systemen. Ein Studienbuch in Frage und Antwort. München 1977, ISBN 3-88073-028-8.